# Red Morrison
Dwight Willard Morrison, detto Red (Fresno, 26 aprile 1932 – 7 giugno 2023), è stato un cestista statunitense, professionista nella NBA.

## Carriera
Venne selezionato dai Boston Celtics al secondo giro del Draft NBA 1954 (14ª scelta assoluta).